# Milan Jovin
Milan Jovin, cirill betűkkel Милан Joвин (Szerbcsernye, 1955. december 13. –) jugoszláv válogatott szerb labdarúgó, hátvéd, olimpikon, olimpikon, edző.

## Pályafutása

### Klubcsapatban
1973–74-ben a Vojvodina, 1974 és 1978 között az RFK Novi Sad, 1978 és 1986 között a Crvena zvezda labdarúgója volt. A belgrádi csapattal három jugoszláv bajnoki címet (1979–80, 1980–81, 1983–84) és két kupagyőzelmet (1982, 1985) ért el. Tagja volt az 1978–79-idényben UEFA-kupadöntős csapatnak. A döntőt a nyugatnémet Borussia Mönchengladbach ellen két szoros mérkőzésen vesztették el (1–1, 0–1). 1986–87-ben a svéd Degersfors együttesében fejezte be az aktív labdarúgást.

### A válogatottban
1980-ban a jugoszláv olimpia válogatottban háromszor szerepelt és az 1980-as moszkvai olimpián negyedik lett a csapattal. 1980 és 1982 között négy alkalommal szerepelt a jugoszláv A-válogatottban. 1980. március 30-án Belgrádban mutatkozott be a jugoszláv A-válogatottban a Románia elleni Balkán-kupadöntő mérkőzésen, ahol 2–0-as jugoszláv győzelem született. Utoljára 1982. október 13-án Oslóban játszott a válogatottban a norvég válogatott ellen egy Európa-bajnoki-selejtező-mérkőzésen, ahol 3–1-es hazai győzelem született.

### Edzőként
2002 és 2004 között a bosznia-hercegovinai Leotar vezetőedzője volt és a csapattal a 2002–03-as idényben bosznia-hercegovinai bajnokságot nyert. Dolgozott még a boszniai szerb Žepče együttesénél. A további szerb csapatoknál dolgozott edzőként: Voždovac, Srem, Radnički Niš, Novi Pazar, Radnik Bijeljina, OFK Bečej.

## Sikerei, díjai

### Játékosként
Jugoszlávia
- Olimpiai játékok
  - 4.: 1980, Moszkva

 Crvena zvezda
- Jugoszláv bajnokság (Prva liga)
  - bajnok (3): 1979–80, 1980–81, 1983–84
- Jugoszláv kupa (Kup Maršala Tita)
  - győztes (2): 1982, 1985
- UEFA-kupa
  - döntős: 1978–79

### Edzőként
Leotar
- Bosznia-hercegovinai bajnokság (Premijer liga Bosne i Hercegovine)
  - bajnok: 2002–03
- Bosznia-hercegovinai szerb köztársaság kupája (Kup Republike Srpske)
  - győztes: 2004

## Statisztika

### Mérkőzései a jugoszláv válogatottban
| Jugoszlávia | Jugoszlávia         | Jugoszlávia                     | Jugoszlávia | Jugoszlávia | Jugoszlávia   | Jugoszlávia  | Jugoszlávia | Jugoszlávia |
| #           | Dátum               | Helyszín                        | Hazai       | Eredmény    | Vendég        | Kiírás       | Gólok       | Esemény     |
| ----------- | ------------------- | ------------------------------- | ----------- | ----------- | ------------- | ------------ | ----------- | ----------- |
| 1.          | 1980. március 30.   | Belgrád, Omladinski Stadion     | Jugoszlávia | 2 – 0       | Románia       | Balkán-kupa  | -           |             |
| 2.          | 1980. április 26.   | Borovo Naselje, Városi Stadion  | Jugoszlávia | 2 – 1       | Lengyelország | barátságos   | -           |             |
| 3.          | 1980. augusztus 27. | Bukarest, Augusztus 23. Stadion | Románia     | 4 – 1       | Jugoszlávia   | Balkán-kupa  | -           |             |
| 4.          | 1982. október 13.   | Oslo, Ullevi Stadion            | Norvégia    | 3 – 1       | Jugoszlávia   | Eb-selejtező | -           | 46'         |
|             | Összesen            |                                 |             | 4           | mérkőzés      |              | 0           | gól         |

## Fordítás
Ez a szócikk részben vagy egészben  a(z)   Милан Јовин című szerb Wikipédia-szócikk ezen változatának fordításán alapul.  Az eredeti cikk szerkesztőit annak laptörténete sorolja fel. Ez a jelzés csupán a megfogalmazás eredetét és a szerzői jogokat jelzi, nem szolgál a cikkben szereplő információk forrásmegjelöléseként.